# Соболівка (Коростенський район)
Соболі́вка — село в Україні, в Коростенському районі Житомирської області. Населення становить 141 осіб.